# FK Modriča Maxima
Fudbalski Klub Modriča Maxima – bośniacki klub piłkarski grający obecnie w Drugiej lidze RS, mający siedzibę w mieście Modriča, leżącym w Republice Serbskiej.

## Historia
Klub został założony w 1922 roku jako Rogulj, a następnie przemianowano go na Zora. Zora istniała do 1927 roku i następnie została rozwiązana. Niedługo potem utworzono nowy klub, Olimpija, który istniał do 1938 roku i wtedy też zmienił nazwę na FK Dobor. W sierpniu 1945 roku na miejsce FK Dobor powstała Sloga, która następnie nazywała się Napredak aż otrzymała obecną nazwę FK Modriča.
Za czasów istnienia Socjalistycznej Federacyjnej Republiki Jugosławii Modriča występowała w amatorskiej lidze. W 2003 roku klub ten osiągnął swój pierwszy sukces, którym było wygranie Prvej Ligi Republike Srpske, czyli rozgrywek o mistrzostwo Republiki Serbskiej. Dzięki temu Modriča awansowała do bośniackiej Premijer Ligi. W 2004 roku zdobyła Puchar Bośni i Hercegowiny, dzięki zwycięstwu w finale (1:1, 4:2) z Boracem Banja Luka. W sezonie 2004/2005 Modriča wystąpiła pierwszy raz w historii w Pucharze UEFA. Wyeliminowała Santa Coloma z Andory (1:0, 3:0), ale odpadła w następnej rundzie po porażkach 0:5 i 0:3 z Lewskim Sofia.

## Sukcesy
- Mistrzostwo Bośni i Hercegowiny:
  - 1.miejsce (1): 2008
- Puchar Bośni i Hercegowiny:
  - zdobywca (1): 2004
- 2.liga Mistrzostw Bośni i Hercegowiny:
  - 1.miejsce (1): 2003
- Puchar Republiki Serbskiej:
  - zdobywca (1): 2006/07
  - finalista (2): 2002/03, 2003/04

## Reprezentanci kraju grający w klubie
- Darjo Damjanović
- Petar Jelić
- Nikola Mikelini
- Stevo Nikolić
- Nikola Vasiljević

## Europejskie puchary
Legenda do wszystkich tabel:
- Q – runda eliminacyjna, 1/16, 1/8, 1/4, 1/2 – odpowiednia faza rozgrywek, Grupa – runda grupowa, 1r gr – pierwsza runda grupowa, 2r gr – druga runda grupowa, F – finał, R – runda, PO – play-off
- k. – rzuty karne, los. – losowanie, Dogr. – dogrywka, w. – zasada bramek strzelonych na wyjeździe

| Sezon   | Rozgrywki     | Runda | Przeciwnik      | Dom | Wyjazd | Ogólnie |
| ------- | ------------- | ----- | --------------- | --- | ------ | ------- |
| 2004/05 | Puchar UEFA   | 1Q    | FC Santa Coloma | 3–0 | 1–0    | 4–0     |
| 2004/05 | Puchar UEFA   | 2Q    | Lewski Sofia    | 0–3 | 0–5    | 0–8     |
| 2008/09 | Liga Mistrzów | 1Q    | Dinamo Tirana   | 2–1 | 2–0    | 4–1     |
| 2008/09 | Liga Mistrzów | 2Q    | Aalborg BK      | 1–2 | 0–5    | 1–7     |